# جمله‌بندی (موسیقی)

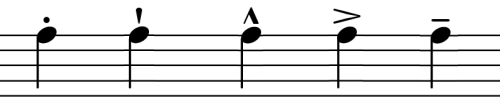
مثال از آرتیکولاسیون، به ترتیب از چپ به راست: استاکاتو، استاکاتیسیمو، مارکاتو، آکسان، تنوتو

جمله‌بندی یا آرتیکولاسیون (فرانسوی: Articulation‎) در تئوری موسیقی، بیانگر شیوه‌ای از نت‌نویسی برای تکنیک‌های اجرایی موسیقی است.
«جمله‌بندی» نشانه‌ای از پیوستگی یا تفکیک صدای یک یا چند نت است که دارای تفاوت‌های ظریفی خارج از روالِ معمولِ اجرایی در کشش نت، متر و نوانس در مناطق صوتی مختلف است و همچنین شامل اجرای تکنیک‌هایی مانند گلیساندو نیز می‌شود.
در آرتیکولاسیون علائم و عبارات مختلفی در نت‌نویسی وجود دارد مانند: خط اتصال، استاکاتو، استاکاتیسیمو، آکسان، نوانس، لگاتو، تنوتو، مارکاتو، مارتلاتو و نمادهای دیگری که هر کدام تأثیر و تفسیر متفاوتی در نحوه اجرای موسیقی دارند.

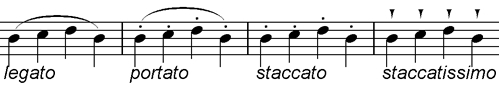
علائم «جمله‌بندی» از لگاتو تا استاکاتوسیمو.
، ، ،